# 科利讷博蒙
科利讷博蒙（法語：Colline-Beaumont，法語發音：[kɔlin bomɔ̃]）是法国上法蘭西大區加来海峡省的一个市镇，属于蒙特勒伊区。

## 地理
科利讷博蒙（50°20'23"N, 1°40'54"E）面积4.6 平方千米，位于法国上法蘭西大區加来海峡省，该省份为法国北部沿海省份，西北濒北海，南至索姆省，东临北部省。
与科利讷博蒙接壤的市镇（或旧市镇、城区）包括：孔希勒勒唐普勒、蒂尼努瓦耶勒、康村、欧蒂河畔维莱尔。

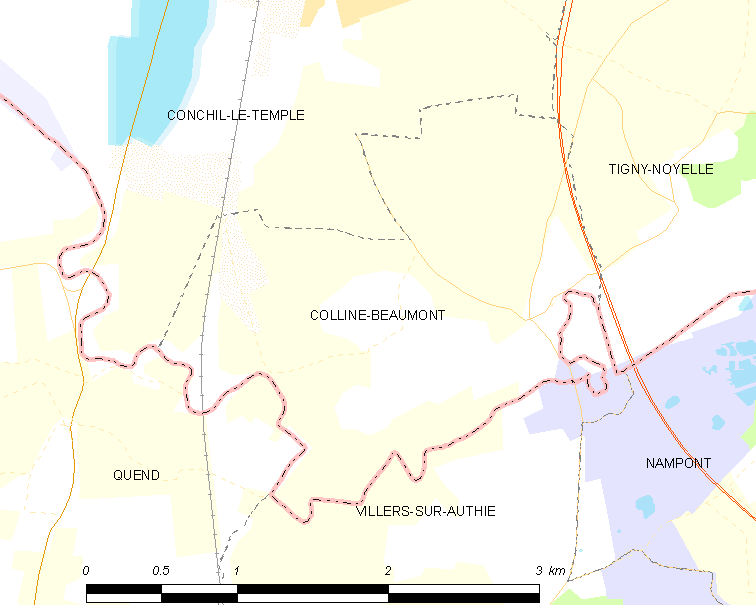
科利讷博蒙的OSM定位图

科利讷博蒙的时区为UTC+01:00、UTC+02:00（夏令时）。

## 行政
科利讷博蒙的邮政编码为62180，INSEE市镇编码为62231。

## 政治
科利讷博蒙所属的省级选区为贝尔克县。

## 人口

1962-2008年间科利讷博蒙人口变化图示

科利讷博蒙于2022年1月1日时的人口数量为129人。